# 238e division légère d'infanterie
La 238e division légère est une division d'infanterie légère de l'armée de terre française qui a participé à la bataille de France (1940).

## Les chefs de la238eDivision Légère
- 1940: Général Debeney

## LaSeconde Guerre mondiale

### Composition
- 25e Régiment d'Infanterie[1]
- 144e Régiment d'Infanterie Alpine[1]
- 324e Régiment d'Artillerie Divisionnaire[1]
- 40e Groupe de Reconnaissance de Division d'Infanterie, rattaché à la division mi-juin avant de retourner à la 7e division d'infanterie[2]

### Histoire
La 238e DLI est créée le 1er juin 1940 à Arc-en-Barrois. Elle est rattachée au XVIIe corps d'armée de la 6e armée. Elle participe à la bataille de l'Aisne et à le retraite vers le centre. Elle est à Bersac-sur-Rivalier à la fin de la campagne et est dissoute le 11 juillet 1940.